# Evelyn Siamupangila
Evelyn Siamupangila (sinh ngày 26 tháng 1 năm 1997) là một vận động viên cầu lông người Zambia. Cô đã tham gia cuộc thi Commonwealth Games 2018 ở Gold Coast.

## Cuộc sống cá nhân
Chị gái Ogar cũng là một vận động viên cầu lông chuyên nghiệp.

## Thành tựu

### Thử thách / sê-ri quốc tế của BWF
Đôi nữ
| Năm  | Tournament                  | Partner           | Opponent                                   | Score              | Kết quả   |
| ---- | --------------------------- | ----------------- | ------------------------------------------ | ------------------ | --------- |
| 2018 | Zambia International        | Ogar Siamupangila | Gladys Mbabazi Aisha Nakiyemba             | 21–12, 21–19       | Winner    |
| 2018 | Côte d'Ivoire International | Ogar Siamupangila | Nogona Celine Bakayoko Aïcha Laurene N'Dia | 21–7, 21–7         | Winner    |
| 2018 | Uganda International        | Ogar Siamupangila | Doha Hany Hadia Hosny                      | 17–21, 18–21       | Runner-up |
| 2017 | Uganda International        | Ogar Siamupangila | Doha Hany Hadia Hosny                      | 10–21, 10–21       | Runner-up |
| 2016 | Botswana International      | Ogar Siamupangila | Doha Hany Hadia Hosny                      | 16–21, 17–21       | Runner-up |
| 2016 | Zambia International        | Ogar Siamupangila | Elizaberth Chipeleme Ngandwe Miyambo       | Walkover           | Winner    |
| 2016 | Ethiopia International      | Ogar Siamupangila | Silvia Garino Lisa Iversen                 | 12–21, 21–9, 15–21 | Runner-up |
| 2016 | Mauritius International     | Ogar Siamupangila | Lee Zhi Qing Prajakta Sawant               | 7–21, 6–21         | Runner-up |
| 2016 | Rose Hill International     | Ogar Siamupangila | Najjuka Gloria Daisy Nakalyango            | 18–21, 18–21       | Runner-up |
| 2014 | Ethiopia International      | Ogar Siamupangila | Yeruskaew Tura Firehiwot Getachew          | 11–3, 11–4, 11–5   | Winner    |

     Giải đấu thách thức quốc tế BWF
     Giải đấu quốc tế BWF
     Giải đấu Dòng tương lai của BWF